# Arfada
Arfar é um movimento de rotação em volta de um eixo transversal

## Náutica
Em náutica é um balanço no sentido popa/proa por efeito da ondulação , vulgo  caturrar.  Com mar formado pode ser muito perigoso pois quando aproado ao mar a popa pode levantar-se, o barco afocinha e capota pela proa e no pior dos casos afundar-se.
Enquanto uma arfada é um balanço longitudinal, o seu equivalente lateral é o adernamento.

## Aeronáutica

Estabilizador horizontal: leme de profundidade

Nos aviões este movimento é obtido com o estabilizador do leme de profundidade, o profundor,  que controla o movimento de cabrar (subida) e picar (descida) do avião .
O controlo deste estabilizador é efectuado com  o manche puxando, para o movimento de subida, ou empurrando, para o movimento de descida do avião .

### Náutica
- Navegação à vela
- Anexo:Terminologia náutica

### Aeronáutica
- Aileron
- Leme de direcção